# Chiesa e monastero di Santa Flavia
La chiesa e il monastero di Santa Flavia sono un complesso religioso di Caltanissetta, all'interno dell'omonimo quartiere.

## Storia
La nascita del monastero è legata alla figura di donna Maria d'Aragona, duchessa di Montalto, vedova del conte di Caltanissetta Francesco II Moncada, la quale, dopo la morte prematura del giovane marito avvenuta nel 1592, versò un contributo di 500 onze annue per la realizzazione e il mantenimento di un monastero benedettino che sarebbe dovuto sorgere accanto all'esistente chiesa di Santa Venera, in un luogo panoramico che dominava visivamente l'intera città. Il terreno per il monastero fu concesso dai giurati di Caltanissetta già nel 1593; l'atto di fondazione si trova presso l'archivio di stato di Caltanissetta. Papa Clemente VIII diede la sua approvazione tramite la bolla pontificia del 27 agosto 1594. Nel 1596 il vescovo di Girgenti (da cui all'epoca dipendeva la chiesa nissena), concesse il terreno su cui sorgeva Santa Venera per la costruzione della chiesa annessa al monastero, che per esplicita richiesta della duchessa sarebbe stata dedicata a santa Flavia, sorella del martire benedettino san Placido.
I lavori iniziarono tra la fine del XVI e l'inizio del XVII secolo; dopo la morte della duchessa, furono portati avanti da suo figlio, il principe Antonio d'Aragona Moncada. L'importanza e l'imponenza dell'opera furono tali al punto che, secondo i resoconti dell'epoca, la costruzione del monastero aumentò il valore dell'intera città di Caltanissetta. Nella nuova chiesa, per volontà di donna Maria, venne dedicata una cappella a Santa Venera; nella cappella dedicata a Santa Flavia furono sepolti Antonio Moncada, cugino dell'omonimo principe, e di sua moglie Maria.
I tempi per la costruzione della chiesa furono lunghi. Sebbene una testimonianza riporti che questa fosse in funzione già nel 1607, i lavori che porteranno la chiesa ad assumere l'aspetto odierno iniziarono intorno al 1650. Inoltre, da alcuni documenti si evince che la chiesa di Santa Venera, definita chiesa vecchia, dovesse ancora esistere nel 1667, e che i lavori per l'altare maggiore della nuova chiesa avvennero verosimilmente intorno al 1669. A causa di problemi economici, la costruzione della chiesa venne interrotta per diversi decenni; fu ripresa solo nel 1763 e fu completata nel 1793.
Nel XIX secolo vi dimorò Giuseppe Benedetto Dusmet. Egli vi giunse nel 1847 come segretario di Carlo Antonio Buglio, eletto abate del monastero. Vi rimase fino al 1850, ma vi ritornò due anni dopo con il titolo di priore amministratore con funzione di abate su insistenza di Antonino Maria Stromillo, primo vescovo di Caltanissetta, che lo voleva come aiutante nella gestione della sua neonata diocesi. Nel 1854, durante una violenta epidemia di colera, Dusmet fu in prima linea nel soccorso e nel conforto degli ammalati. Rimase a Caltanissetta fino alla morte del vescovo Stromillo, che egli assistette fino all'ultimo, nel 1858. Al cardinale Dusmet è intitolata la via che affianca la chiesa di Santa Flavia.
Con l'unità d'Italia il monastero e la chiesa furono confiscati; furono dapprima destinati a lazzaretto, durante l’epidemia di colera del 1885, poi furono convertiti in caserma "Belleno" e in deposito militare. Successivamente il monastero fu destinato a rifugio per gli indigenti, mentre la chiesa fu restituita al culto nel XX secolo. Negli anni sessanta l'edificio era fatiscente, e all'ipotesi di demolizione si opposero i parroci dell'epoca che iniziarono il restauro senza contributi da parte dell'erario. Nel 1978 si arrivò a un accordo secondo cui il monastero sarebbe stato ristrutturato con fondi del Ministero delle finanze purché i locali della struttura fossero utilizzati per attività sociali.
I lavori di restauro eseguiti nei primi anni duemila hanno riportato alla luce la facciata dell'antica chiesa di Santa Venera, oggi inglobata nella parete laterale della chiesa di Santa Flavia.

## Descrizione

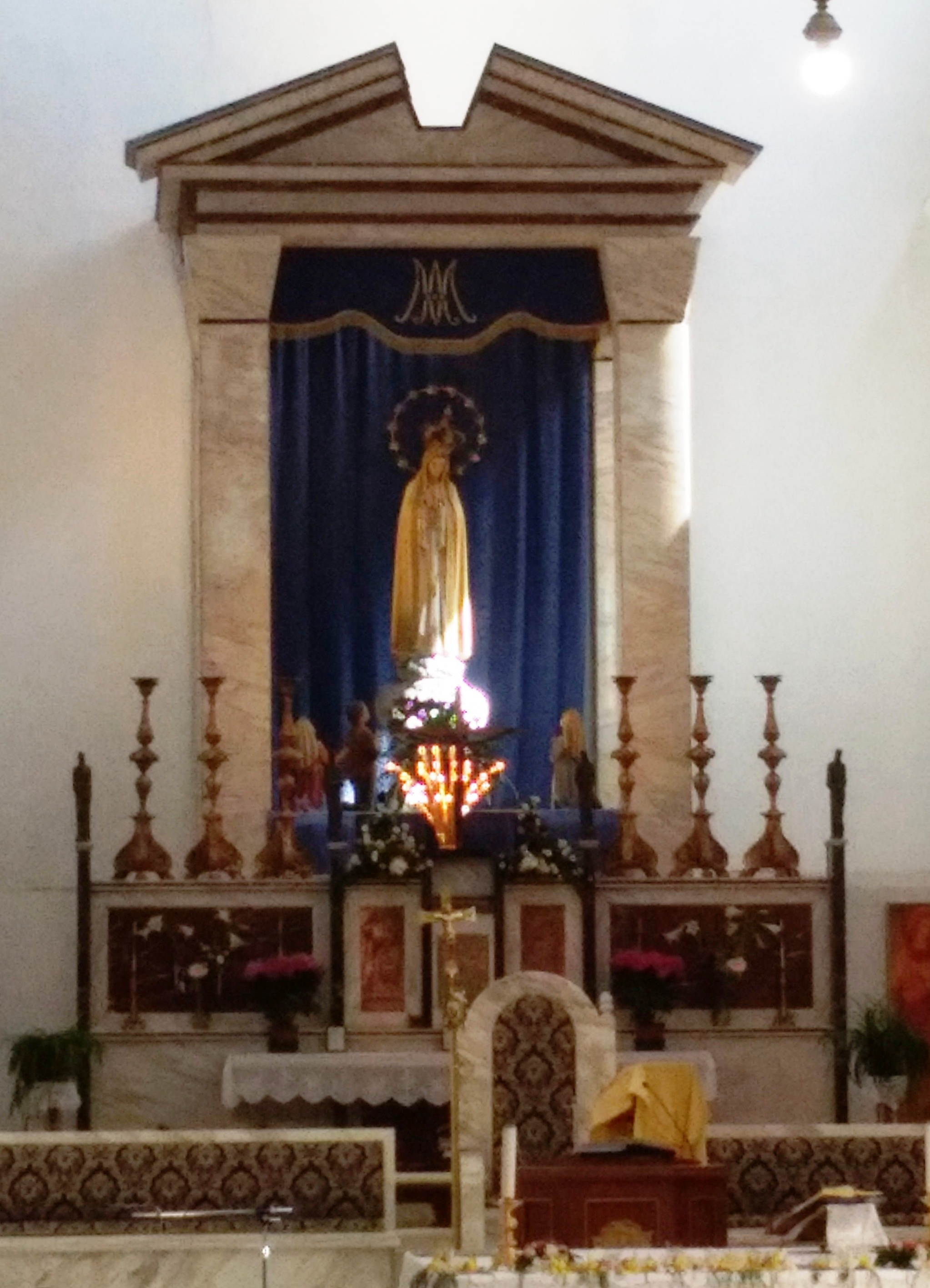
L'altare maggiore

La facciata della chiesa presenta due ordini, separati da una cornice marcapiano. Il monastero, originariamente a due elevazioni, ma con una terza realizzata in epoca successiva, racchiude un cortile dentro il quale vi insisteva un porticato, demolito probabilmente durante la trasformazione in caserma.